# Conférences interalliées
Pour les articles homonymes, voir Interallié.
 (avril 2017).
Si vous disposez d'ouvrages ou d'articles de référence ou si vous connaissez des sites web de qualité traitant du thème abordé ici, merci de compléter l'article en donnant les références utiles à sa vérifiabilité et en les liant à la section « Notes et références ».
Les conférences interalliées lors de la Seconde Guerre mondiale réunissaient parfois les « trois grands » (The Big Three) qu'étaient Franklin Roosevelt, Winston Churchill et Joseph Staline, afin de s’accorder sur la conduite des opérations pour mettre fin à la suprématie des puissances de l'Axe.

## Histoire
Les premiers dialogues eurent lieu lorsque le Royaume-Uni restait le dernier bastion à s’opposer aux armées d’Hitler. En grande difficulté, Churchill sollicita Roosevelt, qui venait d’être réélu en 1940, pour disposer d’une aide logistique et financière.
Après avoir cédé à la Grande-Bretagne quelques navires, un engagement beaucoup plus important des États-Unis eut lieu, consistant à mettre en place un « prêt-bail » à l'usage du Royaume-Uni (et plus tard de l'URSS), qui permit aux Américains de produire et livrer du matériel militaire sans que les destinataires aient à régler immédiatement la facture.

## Conférences
| Nom (Nom de code)                                       | Dates                               | Participants                            | Contexte et conclusion |
| ------------------------------------------------------- | ----------------------------------- | --------------------------------------- | --- |
| Conférence de l'Atlantique (RIVIERA) à Argentia         | 9 août 1941 12 août 1941            | Churchill, Roosevelt                    | - Contexte : première rencontre, à bord d’un croiseur, entre Churchill et Roosevelt à proximité de Terre-Neuve. - Conclusion : signature de la Charte de l'Atlantique, par laquelle ils ne reconnaissent pas les conquêtes des puissances de l'Axe et apporteront leur soutien à toute résistance à l’encontre des forces de l'Axe. |
| Conférence de Moscou                                    | 29 septembre 1941 1er octobre 1941  | Staline, Harriman, Beaverbrook          | - Contexte : Depuis trois mois, le Reich allemand envahit l'Union soviétique. C’est l’opération Barbarossa, engagée le 22 juin 1941, qui rompt avec le traité de non-agression du 23 août 1939 - Conclusion : aide alliée à l'URSS. |
| Première conférence de Washington (ARCADIA), Washington | 22 décembre 1941 14 janvier 1942    | Churchill, Roosevelt                    | - Contexte : entrée en guerre des États-Unis à la suite de l'attaque japonaise et de la déclaration de guerre de l'Allemagne - Conclusion : Europe first, Déclaration des Nations unies |
| Deuxième conférence de Washington                       | 20 juin 1942 25 juin 1942           | Churchill, Roosevelt                    | - Contexte : [à préciser] - Conclusion : priorité à l'ouverture d'un deuxième front en Afrique du Nord. |
| Deuxième conférence de Moscou                           | 12 août 1942 17 août 1942           | Churchill, Staline, Harriman            | - Contexte : [à préciser] - Conclusion : opérations en Afrique du Nord |
| Conférence de Cherchell (clandestine)                   | 21 octobre 1942 22 octobre 1942     | Général Clark, Chefs de la Résistance   | - Contexte : Préparation de l'opération Torch - Conclusion : accord stipulant que les résistants français à Alger neutraliseront les forces de Vichy, quelques heures avant l'opération. |
| Conférence de Casablanca (SYMBOL & ANFA)                | 14 janvier 1943 24 janvier 1943     | Churchill, Roosevelt, de Gaulle, Giraud | - Contexte : préparation de la Campagne d'Italie, du débarquement trans-Manche de 1944. - Conclusion : déclaration de la "reddition sans conditions" des puissances de l'Axe, incitation à l'unification des forces françaises à Londres et Alger |
| Troisième conférence de Washington (TRIDENT)            | 12 mai 1943 27 mai 1943             | Churchill, Roosevelt                    | - Contexte : préparation de la campagne d'Italie - Conclusion : plan de la campagne d'Italie, intensification des attaques aériennes sur l'Allemagne, intensification de la guerre du Pacifique. |
| Conférence de Québec (QUADRANT)                         | 17 août 1943 24 août 1943           | Churchill, Roosevelt, King              | - Contexte : [à préciser] - Conclusion : Débarquement en Normandie décidé pour 1944, réorganisation du South East Asia Command, Accord secret de Québec limitant les échanges d'informations sur l'énergie nucléaire. |
| Troisième conférence de Moscou                          | 18 octobre 1943 1er novembre 1943   | Hull, Eden, Molotov                     | - Contexte : [à préciser] - Ministres des affaires étrangères - Conclusion : déclaration de Moscou |
| Conférence du Caire (SEXTANT)                           | 23 novembre 1943 26 novembre 1943   | Churchill, Roosevelt Tchang Kaï-chek    | - Contexte : [à préciser] - Conclusion : déclaration du Caire sur l'Asie d'après-guerre. Décision de soumettre le Japon à l'abandon de ses conquêtes résultant d'agressions antérieures. |
| Conférence de Téhéran (EUREKA)                          | 28 novembre 1943 1er décembre 1943  | Churchill, Roosevelt, Staline           | - Contexte : première rencontre des trois grands, Seconde Guerre mondiale. - Conclusion : décision d'ouvrir un nouveau front à l’ouest pour soulager les troupes russes. En contrepartie, Staline promet son entrée en guerre contre le Japon. Préparation de la stratégie finale contre l'Allemagne, choix de la date pour l'opération Overlord, statut de la Pologne. |
| Seconde conférence du Caire (SEXTANT)                   | 4 décembre 1943 6 décembre 1943     | Churchill, Roosevelt, Inonu             | - Contexte : [à préciser] - Conclusion : accord sur les bases aériennes alliées en Turquie, report de l'opération ANAKIM contre le Japon en Birmanie. |
| Accords de Bretton Woods                                | 1er juillet 1944 15 juillet 1944    |                                         | - Contexte : [à préciser] - Représentants de 44 nations - Conclusion : création du Fonds monétaire international et de Banque internationale pour la reconstruction et le développement |
| Conférence de Dumbarton Oaks                            | 21 août 1944 29 août 1944           | Stettinius, Cadogan, Gromyko            | - Contexte : [à préciser] - Délégués de 39 nations - Conclusion : accord sur la création des Nations unies. |
| Seconde Conférence de Québec (OCTAGON)                  | 12 septembre 1944 16 septembre 1944 | Churchill, Roosevelt, King              | - Contexte : [à préciser] - Conclusion : plan Morgenthau pour l'Allemagne d'après-guerre (aboutira à la création de la RFA et de la RDA). |
| Quatrième conférence de Moscou (TOLSTOÏ)                | 9 octobre 1944 19 octobre 1944      | Churchill, Staline                      | - Contexte : la guerre est en passe d'être gagnée par les Alliés qui tournent de plus en plus leur attention sur l'organisation du monde après la guerre et sur l'atteinte de leurs ambitions géostratégiques respectives. - Conclusion : plan de partage de l'Europe du Sud-Est en "zones d'influence" pour l'après-guerre (ajoutée à la Seconde Conférence de Québec, aboutira à la "guerre froide" et à la division de l'Europe en deux blocs "ouest " et "est "). |
| Conférence de Malte (ARGONAUT & CRICKET)                | 30 janvier 1945 2 février 1945      | Churchill, Roosevelt                    | - Contexte : préparation de Yalta - Conclusion : [à préciser] |
| Conférence de Yalta (ARGONAUT & MAGNETO)                | 4 février 1945 11 février 1945      | Churchill, Roosevelt, Staline.          | - Contexte : Roosevelt, très malade, commence à être préoccupé par le danger que représentera Staline après la guerre. - Conclusion : projets pour la capitulation de l'Allemagne, projets pour l'Europe d'après-guerre, choix de la date pour la conférence des Nations unies, conditions pour l'entrée en guerre de l'URSS contre le Japon. Staline obtient l’annexion d’une partie des territoires polonais et se retrouve dans une situation identique à celle du pacte germano-soviétique et accepte du bout des lèvres la formation de gouvernements indépendants en Pologne et Yougoslavie. Staline ratifie une entrée en guerre contre le Japon dès que l’Allemagne aura été vaincue. Accord unanime sur l’occupation intégrale de l’Allemagne et son découpage en zones relevant de la responsabilité de chacun des alliés (États-Unis, Royaume-Uni, France, URSS). |
| Conférence de San Francisco, San Francisco              | 25 avril 1945 26 juin 1945          |                                         | - Contexte : [à préciser] - Représentants de 50 nations - Conclusion : charte des Nations unies |
| Conférence de Potsdam (TERMINAL)                        | 17 juillet 1945 2 août 1945         | Churchill puis Attlee, Staline, Truman. | - Contexte : [à préciser] - Conclusion : Déclaration de Potsdam du 26 juillet 1945 - Japon : reddition sans conditions. - Allemagne : elle pourra bénéficier d'une capacité industrielle suffisante pour disposer d’une économie capable de subvenir à ses besoins, mais toute reconstitution de forces militaires est proscrite. - Italie : - Pologne : la frontière germano-polonaise est déplacée à la ligne Oder-Neisse et la ville de Dantzig est placée sous administration polonaise. |